# Rempnat
Rempnat (tiếng Occitan: Remnac) là một xã của tỉnh Haute-Vienne, thuộc vùng Nouvelle-Aquitaine, miền trung nước Pháp.